# Pimelia bipunctata
Espèce
Pimelia bipunctata est une espèce méditerranéenne d'insectes coléoptères de la famille des Tenebrionidae.